# Burmesische Badmintonmeisterschaft 1951
Die Burmesische Badmintonmeisterschaft 1951 fand in Rangun statt. Es war die dritte Auflage der nationalen Titelkämpfe von Myanmar (Burma) im Badminton.	

## Titelträger
| Disziplin    | Sieger                     |
| ------------ | -------------------------- |
| Herreneinzel | Maung Maung Lat            |
| Dameneinzel  | N. Fisher                  |
| Herrendoppel | Kyaw Than Chit Khin        |
| Damendoppel  | N. Fisher M. Raymond       |
| Mixed        | Maung Maung Lat Ma Mya Yin |